# Claude Gonnet
Pour les articles homonymes, voir Gonnet.
Claude Gonnet (italianisé en Claudio Gonnet), né le 25 mars 1795 à Moûtiers et mort le 18 août 1866 à Planaise (Savoie), est un officier et homme politique savoyard du royaume de Sardaigne.

## Biographie

### Origine et formation
Claude Jean Gonnet naît le 25 mars 1795 à Moûtiers, dans le département du Mont-Blanc. Le duché de Savoie a été annexé par la France révolutionnaire, par décret du 27 novembre 1792. Il est le fils de Louis Gonnet.
Marié à Josephe Antoinette Branche, ils ont un fils Napoléon, militaire lui aussi de carrière.

### Carrière militaire
Il commença sa formation militaire dans les armées napoléoniennes, à l'École polytechnique, mais les troubles politiques qui conduisirent à la chute du pouvoir politique l'obligèrent à rentrer en Savoie et dans l'armée du royaume de Piémont-Sardaigne. Entré dans le génie, il devient successivement lieutenant (1816), capitaine (1824), colonel (1837), major général (1846), lieutenant général (1858).
Il fut juge de la Cour suprême de guerre.

### Carrière politique
Claude Gonnet est choisi par le collège de Moûtiers afin de représenter la Savoie au parlement du royaume de Sardaigne, à Turin, à l'occasion de la IVe législature. Il aurait ainsi succéder, à partir du 19 décembre 1852, à François Carquet, élu au début de la législature (décembre 1849). Il remporte l'élection face au sénateur Joseph Seitier, par 52 voix contre 5.
Le 20 octobre 1853, il devient sénateur du royaume.
Claude Gonnet meurt le 18 août 1866 à Planaise, dans le département de la Savoie. Le duché de Savoie a été uni à la France en juin 1860.

## Décorations
Claude Gonnet a été obtenu les distinctions suivantes :
- Commandeur de l'ordre des Saints-Maurice-et-Lazare (1848)
- Modèle:Déco Grand Officier de l'ordre des Saints-Maurice-et-Lazare (1861)
- Officier de la Légion d'honneur (1854)
- Commandeur de l'ordre militaire de Savoie (1856)